# 大阪大学外国語学部

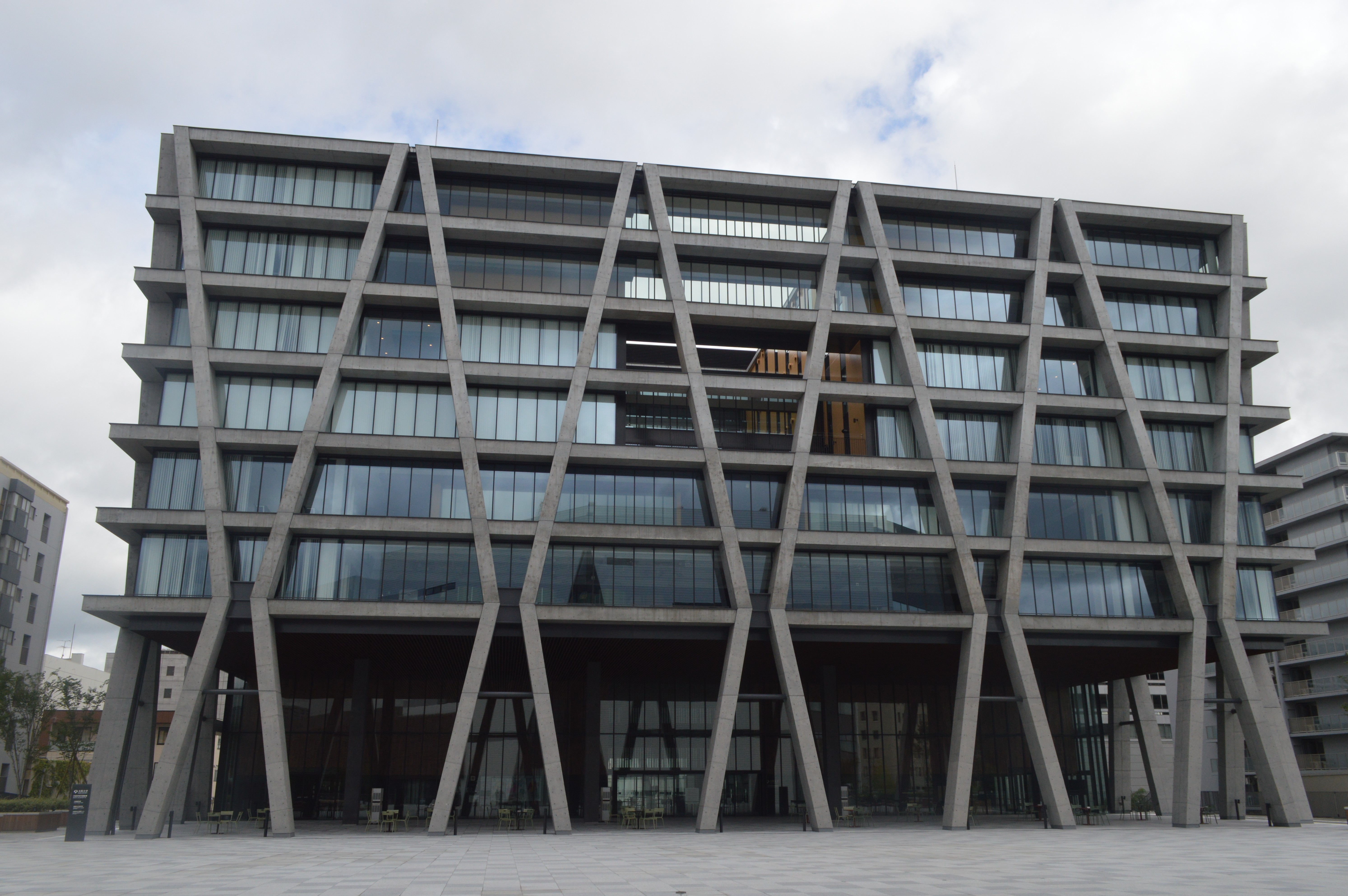
外国語学部が所在する大阪大学箕面キャンパス

大阪大学外国語学部（おおさかだいがくがいこくごがくぶ、英語: School of Foreign Studies, The University of Osaka）は、大阪大学に設置されている学部の一つである。
大学院に言語文化研究科（げんごぶんかけんきゅうか、英語: Graduate School of Language and Culture）が設置されていたが、2022年4月1日に文学研究科と統合し、人文学研究科に改組された。

## 概要
外国語学科単科であり、以下の25の専攻に分かれている。
- 中国語専攻
- 朝鮮語専攻
- モンゴル語専攻
- インドネシア語専攻
- フィリピン語専攻
- タイ語専攻
- ベトナム語専攻
- ビルマ語専攻
- ヒンディー語専攻
- ウルドゥー語専攻
- アラビア語専攻
- ペルシア語専攻
- トルコ語専攻
- スワヒリ語専攻
- ロシア語専攻
- ハンガリー語専攻
- デンマーク語専攻
- スウェーデン語専攻
- ドイツ語専攻
- 英語専攻
- フランス語専攻
- イタリア語専攻
- スペイン語専攻
- ポルトガル語専攻
- 日本語専攻

## 沿革

### 外国語学部

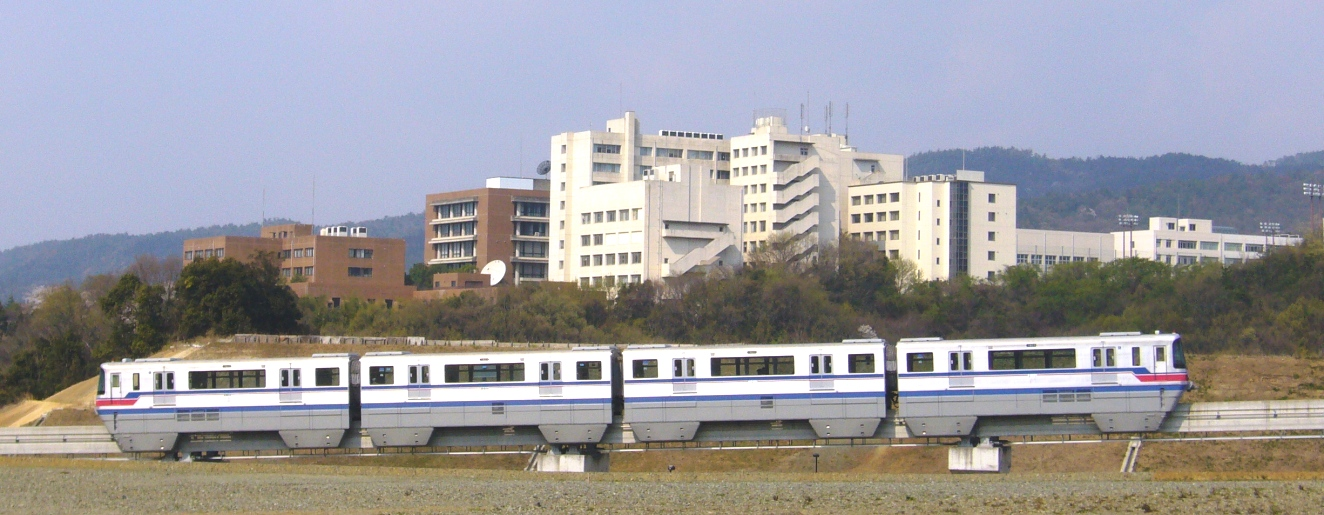
大阪外国語大学と大阪モノレール彩都線。合併後移転までこのキャンパスが使われた。

大阪大学にはもともと外国語学部がなく、2007年10月に統合した大阪外国語大学を前身とする。現在、外国語学部と称する学部を設置している国立大学は、大阪大学のみである。大阪大学外国語学部同窓会として咲耶会が運営されている。
- 2007年10月1日 - 国立大学法人大阪外国語大学が国立大学法人大阪大学に統合され、大阪大学外国語学部発足[3]。なお、旧国際文化学科の一部は、新設の法学部国際公共政策学科へと移行している。
- 2021年4月1日 - 1979年9月より使用していた箕面市粟生間谷のキャンパスより箕面船場の箕面新キャンパスへ移転。新キャンパス所在地は箕面市船場東3丁目5番10号。2023年度北大阪急行線の延伸により箕面船場阪大前駅が設置され駅と直結のキャンパスとなった。

### 大学院言語文化研究科
大阪大学大学院言語文化研究科は、大阪大学言語文化部を基礎に独立研究科として設立された。2007年には大阪外国語大学言語社会研究科が統合された。2012年には、大阪外国語大学を母体とする世界言語研究センターを統合し、言語文化専攻、言語社会専攻、日本語・日本文化専攻の3専攻となり、外国語学部の幹事研究科として位置づけられるようになった。
大学統合前（大阪外国語大学）
- 1969年 - 大学院外国語学研究科（修士課程）を設置[3]。
- 1997年 - 大学院外国語学研究科（修士課程）を大学院言語社会研究科（博士課程）に改組[3]。

大学統合前（大阪大学）
- 1974年 - 言語文化部を設立[5]。研究系（言語文化、言語科学実験）および教育系（英語、ドイツ語、フランス語、ロシア語）の計6部門で構成。
- 1975年 - 言語文化部に、研究系の言語工学部門と、教育系の中国語教育講座を設置。
- 1976年 - 言語文化部に、教育系の古典語教育講座を設置。
- 1989年 - 大学院言語文化研究科を設立。言語文化学専攻修士課程を設置[5]。研究科は、小講座（言語文化国際関係論、言語コミュニケーション、言語情報科学）、大講座（応用言語技術、地域言語文化）の5講座で構成。
- 1991年 - 大学院言語文化研究科言語文化学専攻博士課程を設置[5]。
- 1996年 - 言語文化部に、教育系の朝鮮語教育講座を設置。
- 2005年 - 言語文化部を発展的解消し、言語文化研究科を拡充[5]。現代超域文化論、言語文化教育論講座を設置。既存の講座を含め、全講座を大講座化した。この大学院重点化完了以後、教員の所属は、大学院で研究・教育を担当する講座名と、学部の共通教育で担当する言語の部会名が併記されるようになった（「言語情報科学講座及びフランス語部会」など）。

大学統合後
- 2007年 - 大阪大学言語文化研究科に、大阪外国語大学言語社会研究科を統合して言語社会専攻を設置し、従来の言語文化学専攻を言語文化専攻と改称[5]。言語文化専攻は、言語文化国際関係論、応用言語技術講座を廃止。新たに、言語文化システム論、言語認知科学講座を設置。
- 2012年 - 世界言語研究センターと統合し、大学院言語文化研究科は言語文化専攻、言語社会専攻、日本語・日本文化専攻の3専攻となる[5]。
- 2021年4月1日 - 言語社会専攻、日本語・日本文化専攻は、外国語学部ともに箕面船場の箕面新キャンパスへ移転。言語文化専攻は、講座再編。新キャンパス開学にあたり、様々な記念イベントが開催された（開学記念国際シンポジウム・箕面国際フェスティバル）。
- 2022年4月1日 - 大学院文学研究科と統合し、大学院人文学研究科に改組[1][2]。

### 世界言語研究センター
大阪外国語大学と大阪大学の統合にあたって、2007年10月に世界言語研究センターが設置された。2012年3月、大学院言語文化研究科言語社会専攻と発展統合される形で、廃止された。

## 著名な出身者（大阪外国語大学出身者が中心）

### 研究者
- 阿古智子（東京大学大学院総合文化研究科・教授）
- 楊凱栄（東京大学大学院総合文化研究科・教授）
- 庄垣内正弘（京都大学・名誉教授）
- 西田龍雄（京都大学・名誉教授）
- 溝端佐登史（京都大学・名誉教授）
- 市村真一 - (京都大学・名誉教授
- 藤田耕司（京都大学大学院人間・環境学研究科・教授）
- 松田武（大阪大学・名誉教授）
- 中村宣一朗（大阪大学・名誉教授）
- 田邉欧（大阪大学大学院人文学研究科・教授）
- 深尾葉子（大阪大学大学院人文学研究科・教授）
- 宮原曉（大阪大学大学院人文学研究科・教授）
- 塩尻和子（筑波大学大学院人文社会科学研究科・教授）
- 高橋和夫（放送大学・名誉教授）
- 中島岳志（東京工業大学リベラルアーツ研究教育院・教授）
- 河田悌一（関西大学・前学長）

### 文学
- 司馬遼太郎 - 作家、直木賞受賞。元日本芸術院会員。文化勲章受章。
- 陳舜臣 - 作家、直木賞受賞。日本芸術院会員。
- 岡田誠三 - 作家、直木賞受賞。元朝日新聞記者。
- 庄野潤三 - 作家、芥川賞受賞。日本芸術院会員。

### 政界
- 中島章夫 - 衆議院議員
- 石橋林太郎 - 衆議院議員
- 藤沢純一 - 大阪府箕面市長
- 白井文 - 兵庫県尼崎市長

### 行政
- 深田博史 - 駐ベトナム特命全権大使
- 足木孝 - 駐クウェート特命全権大使
- 吉田潤 - 駐モーリタニア特命全権大使

### マスコミ
- 津田理帆 - 朝日放送テレビアナウンサー
- 森田茉里恵 - NHKアナウンサー
- 岡崎大知 - ミヤギテレビアナウンサー